# 孔艾尔夫市镇
孔艾尔夫市镇（瑞典語：Kungälvs kommun）是瑞典西部西约塔兰省的一个市镇。其治所位于孔艾尔夫。